# Rock'n Roll (film 2017)
Rock'n Roll è un film francese del 2017 diretto e interpretato da Guillaume Canet.